# Uppsala stadshotell

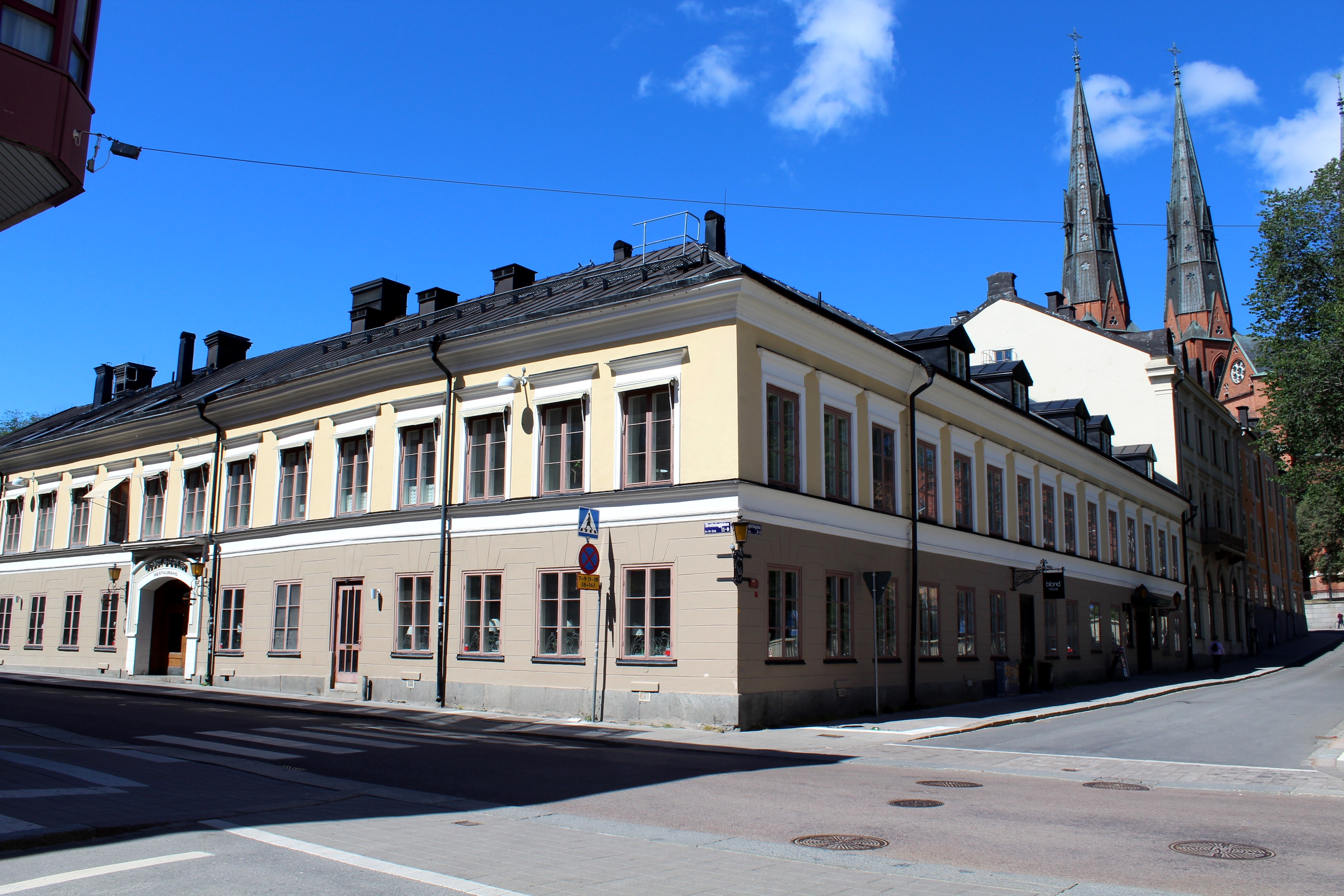
Uppsala stadshotells byggnad med domkyrkan i bakgrunden. (2018)

Uppsala stadshotell (i folkmun: Gästis) grundades år 1855 när Uppsala stad köpte tomten i hörnet Drottninggatan och Trädgårdsgatan i kvarteret S:t Erik. 
Den befintliga byggnaden utmed Trädgårdsgatan, byggdes om av Stadshotellet och försågs med ny fasad. Även det medeltida huset infogades i byggnationen. En ny byggnad uppfördes mot Drottninggatan och en tvättstugelänga in mot gården. 
Vidare fanns en uthuslänga mot Stockholms nation. Stadshotellet försågs med en putsarkitektur i nyrenässans som fortfarande i huvudsak finns bevarad. 1876 byggdes ett annex till stadshotellet på Trädgårdsgatan. 1882 byggdes tvättstugelängan om så att en sluten innergård skapades. Den byggdes på med hotellrum och inredd vind med takkupor. På 1880-talet tillbyggdes även en glasveranda i trä som senare försågs med en musikläktare på platsen för det nuvarande
sammanträdesrummet.
Nästa större ombyggnad skedde på 1920-talet då ett konditori inreddes på bottenvåningen i byggnaden längs Drottninggatan. En trädgård anlades på platsen för den nuvarande bilparkeringen närmast Drottninggatan. Trädgården utrustades med spaljéer och stenlagda gångar, gräsytor och en damm samt putsade murpelare med smidesräcken mot Drottninggatan. Bara några år senare byggdes konditoriet om liksom verandan som inreddes och kopplades till restauranglokalerna i annexet. Hotellet fick samtidigt en ny huvudentré mot Trädgårdsgatan som fortfarande är välbevarad.
Hotellverksamheten avvecklades omkring 1979, och därefter har en varsam ombyggnad genomförts och berett plats för kontorsverksamhet. I restaurangdelen finns sedan 2018 restaurangen och festvåningen Heart & Bones.